# Ekoregiony Madagaskaru

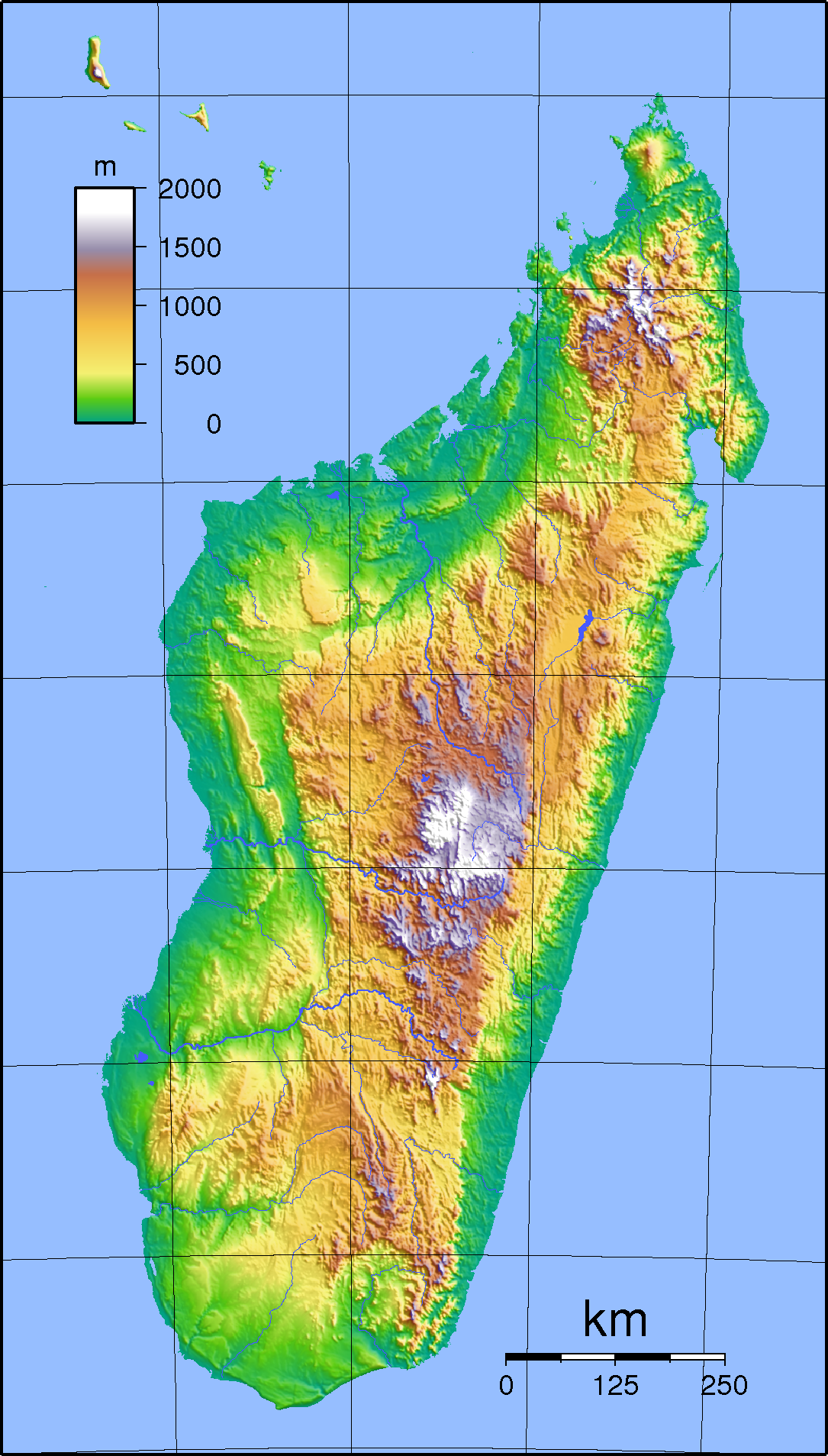
Reliéf Madagaskaru

Ekoregiony Madagaskaru podle definice Světového fondu na ochranu přírody zahrnují sedm suchozemských, pět sladkovodních a dva mořské ekoregiony. Rozmanitá přírodní stanoviště na Madagaskaru ukrývají bohatou faunu a flóru s vysokým stupněm endemismu, ale většina ekoregionů trpí úbytkem stanovišť.

## Terestické regiony
- Opadavé suché lesy (Madagascar dry deciduous forests, AT0202)
- Horské mezofilní lesy (Madagascar subhumid forests, AT0118)
- Horské erikoidní křoviny (Madagascar ericoid thickets, AT1011)
- Tropické vlhké lesy (Madagascar humid forests, též Madagascar lowland forests, AT0117)
- Sukulentní suché lesy (Madagascar succulent woodlands, AT1312)
- Trnité suché lesy (Madagascar spiny forests, též Madagascar spiny thickets, AT1311)
- Mangrovy (Madagascar mangroves, AT1404)

Mnohé z nich jsou pro svůj mimořádný biologický význam a množství endemitních rostlinných i živočišných druhů zařazeny na seznam nejcennějších světových ekoregionů Global 200 Světového fondu na ochranu přírody.

### Opadavé suché lesy

Schéma původního rozšíření opadavých suchých lesů na Madagaskaru

Madagaskarské tropické suché opadavé lesy představují jedny z druhově nejbohatších porostů tohoto typu na světě. Je zde vysoký podíl endemismu, a to na úrovni druhů, rodů i čeledí. Absolutní počet druhů je sice nižší než např. v tropických deštných lesích východní části ostrova, mírou endemismu je však přesahují. Ekoregion se rozkládá v nadmořských výškách do 600 metrů. Skládá ze 2 oddělených celků, z nichž jeden se nachází ve středozápadní části a druhý v severní části ostrova. Na jihozápadě volně přechází v sukulentní suché lesy, na severu a východě v horské mezofilní lesy. Klima je tropické, charakterizované poměrně dlouhým obdobím sucha daným srážkovým stínem. Celkový roční úhrn srážek je od 1000 do 1500 mm, období dešťů trvá od října do dubna. Průměrné denní teploty se pohybují mezi 30 a 33 °C. Geologie je poměrně pestrá, tvořená vyvřelinami, nezpevněnými písky i druhohorními a třetihorními vápenci. Nacházejí se zde i rozlehlejší vápencové masívy (Ankarana, Namoroka a Bemaraha) a na severu vulkanický kužel hory Montagne d'Ambre. V některých oblastech s vápencovým podložím se nacházejí bizarně formované krasové jevy, známé pod místním názvem tsingy.
Porosty dřevin dosahují na úživných půdách výšky až 15 metrů, na písčitých půdách od 10 do 12 metrů. Lesy na vápencových útesech a půdách bývají zakrslé, což je dáno propustností podloží a s ní souvisejícím nedostatkem vláhy. Ve stromovém patru převládají zástupci čeledí bobovité, trubačovité, pryšcovité, mýdelníkovité a ledvinovníkovité. V keřovém patře dominují toješťovité liány a keře z čeledí bobovité a mořenovité. Bylinný podrost bývá chudý. Mezi výrazné složky stromové vegetace náležejí zejména baobaby a delonix královská, na bazičtějších půdách také různé druhy rodu pachypodium. V krasových oblastech mezi stromy dominují dalbergie, kasie, fíkovníky a baobab Adansonia madagascariensis. Řada druhů stromů či lián mívá ztlustlé kmeny, patří mezi ně zejména baobaby, moringy, Delonix hildebrandtii a pachypodia. Krasové oblasti jsou bohaté na sukulenty. Rostou zde pachypodia, sukulentní pryšce (Euphorbia ankarensis, E. pachypodioides, E. neohumbertii), adénie Adenia neohumbertii aj. Sukulence se týká převážně stonků, rostliny se sukulentními listy se vyskytují výjimečně.
Současná rozloha suchých opadavých lesů činí na Madagaskaru asi 12000 až 20000 km2 a jsou fragmentovány do menších celků. Na většině své rozlohy byly vykáceny a nahradila je travinná savanová vegetace s velkým zastoupením nepůvodních druhů. Tyto druhotné porosty se označují jako savoka.
Zachovalé suché lesy jsou chráněny v národních parcích Ankarafantsika a Montagne d'Ambre a v přírodních rezervacích Ankarana, Tsingy de Bemaraha, Tsingy de Namoroka, Analamerana, Bemarivo, Maningozo, Ambohijanahary, Manongarivo a Bora.

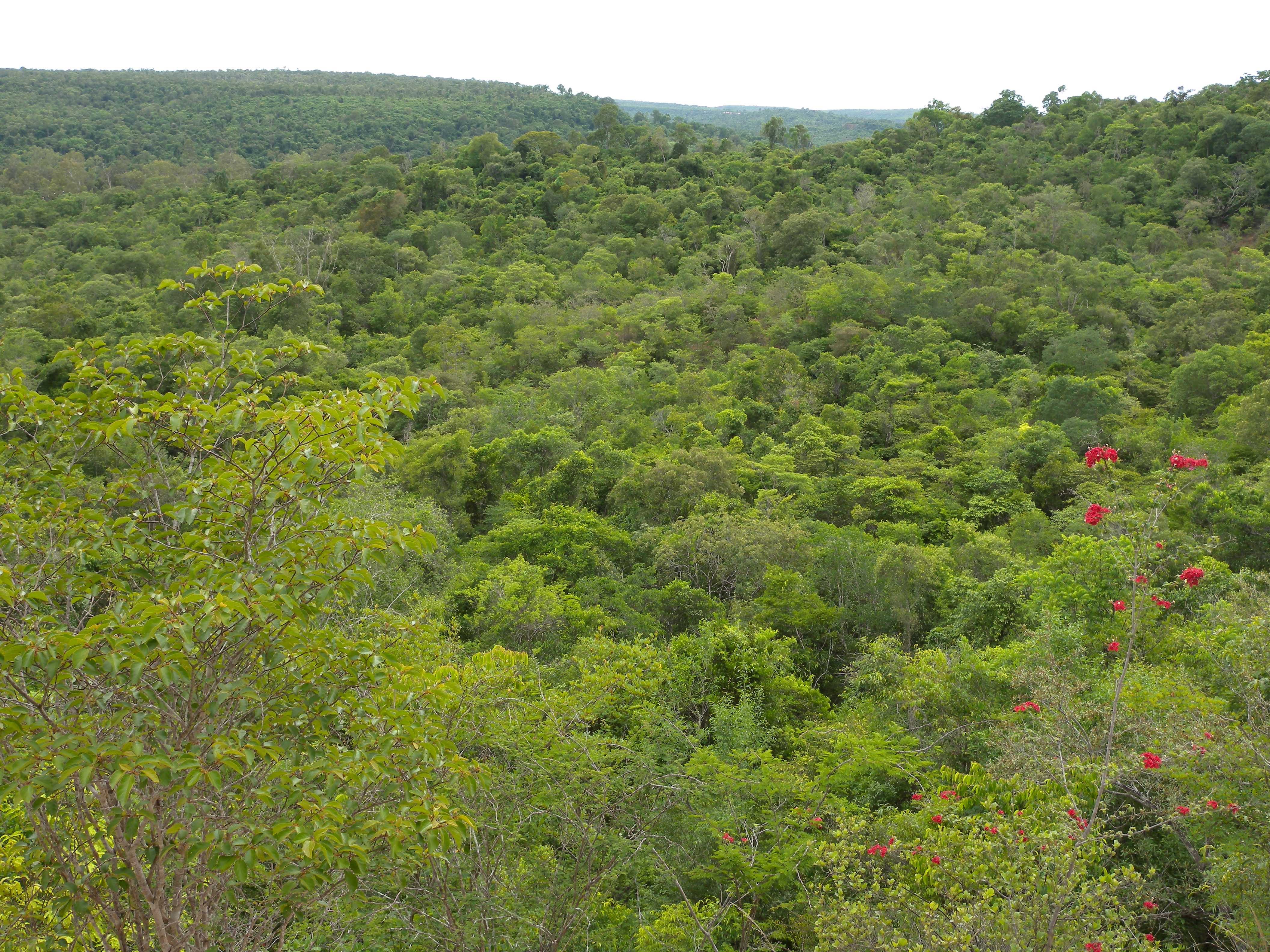
Suchý opadavý les v NP Ankarafantsika
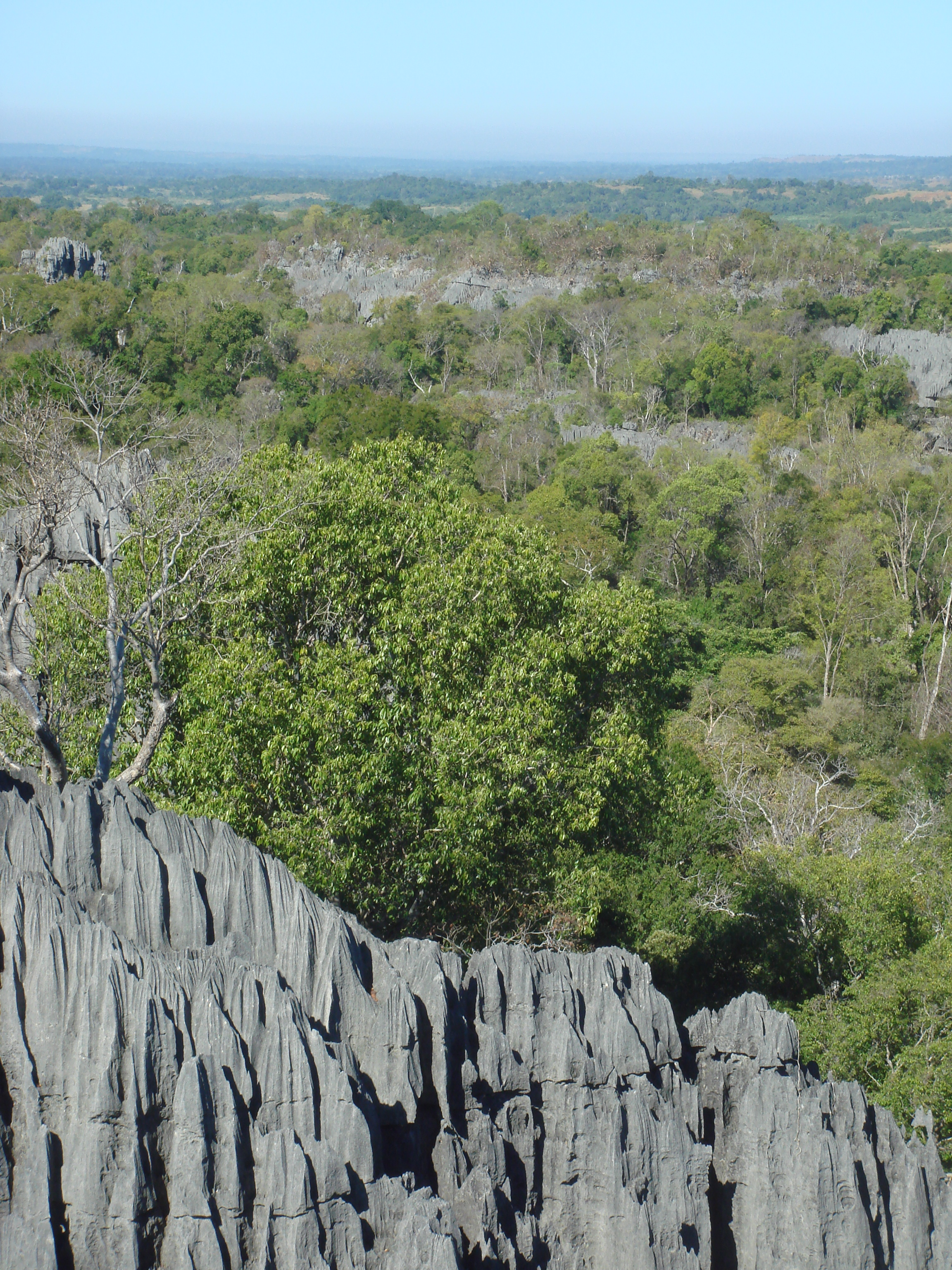
Suchý les a tsingy v přírodní rezervaci Bemaraha
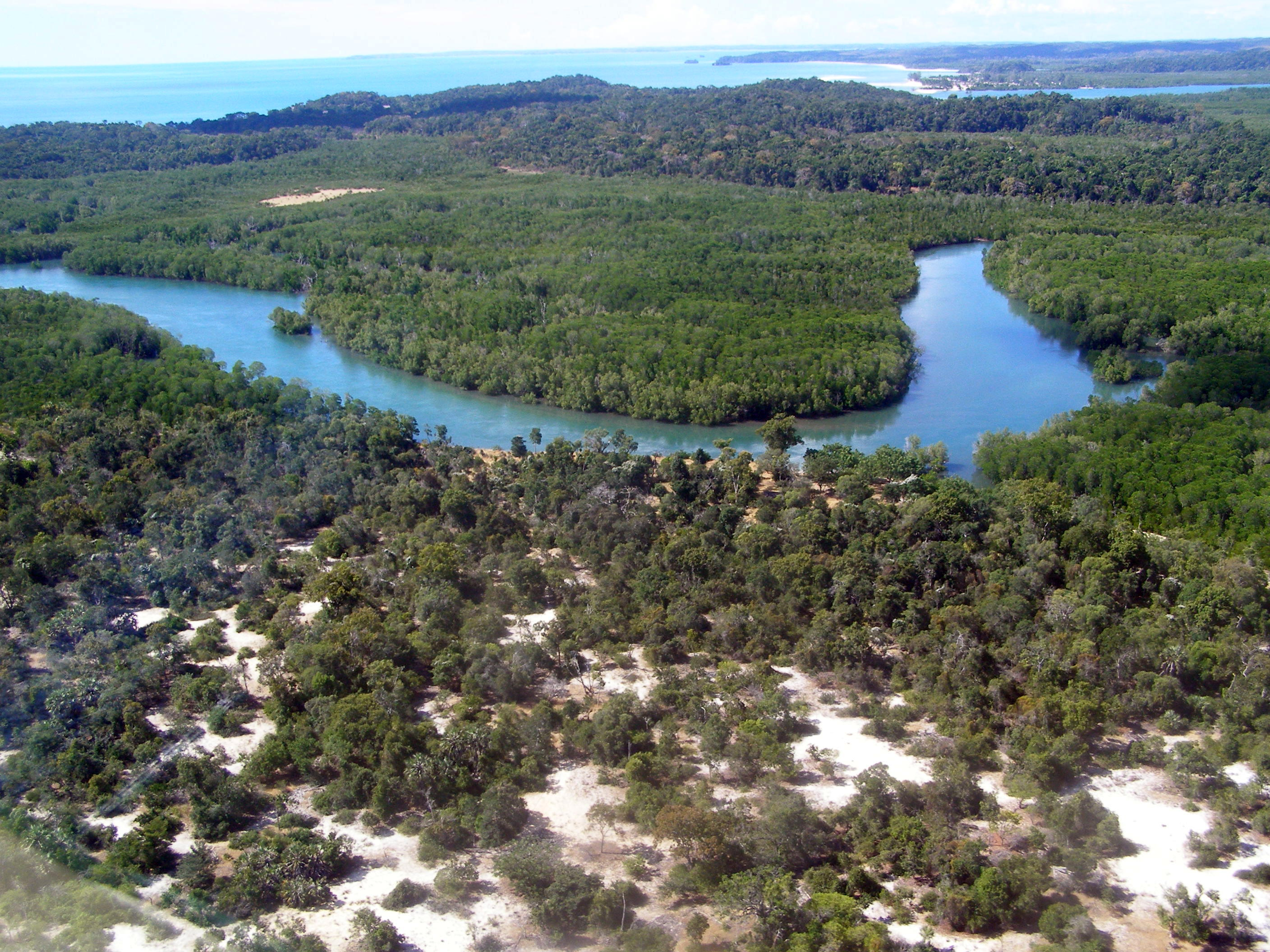
Opadavý les Anjajavy poblíž mořského pobřeží

### Horské mezofilní lesy

Schéma původního rozšíření horských mezofilních lesů na Madagaskaru

Horské mezofilní lesy představují vegetačně poněkud různorodý ekoregion, rozkládající se ve vyšších nadmořských výškách v rozpětí od 600 až 800 do 2000 až 2500 metrů. Roční srážky se v oblasti pohybují od 600 až do 2000 mm, většinou okolo 1500 mm. Období od července do září je chladnější a sušší, zbytek roku je teplý a vlhký.
Zachovalé porosty tohoto typu se nacházejí zejména v regionu Sambirano na severozápadě ostrova, ve vysočině severního Madagaskaru a na hoře Montagne d’Ambre. Roztroušené fragmenty jsou i ve vysočině středního Madagaskaru. Součástí ekoregionu jsou i jezera a bažinaté oblasti. V geologickém podloží převažují vyvřeliny prekambrijského stáří.
Na východě ekoregion přechází v nadm. výškách okolo 800 metrů ve tropické vlhké lesy, na západě v asi 600 metrech v opadavé suché či sukulentní suché lesy. Řadí se k němu i některé odloučené oblasti, např. Montagne d’Ambre na nejsevernějším Madagaskaru.
Většina porostů tohoto druhu již byla vymýcena a nahrazují je druhotné, druhově chudé travní porosty s nepůvodními druhy trav, případně plantáže. Mezi dřevinami v těchto druhotných porostech převažují rovněž nepůvodní blahovičníky a akácie. Porosty které se dochovaly jsou silně fragmentované. Jsou chráněny v národních parcích Isalo, Montagne d'Ambre, Marojejy, Andohahela a Andringitra a v přírodních rezervacích Lokobe, Ankarana, Tsaratanana a Anjanaharibe-Sud.

### Tvrdolisté horské lesy
Ve středojižní části centrální madagaskarské vysočiny se místy dochoval specifický ekosystém řídkých tvrdolistých stálezelených lesů, označovaných jako tapia forests. Byl pojmenován podle místního názvu charakteristické složky, stromu Uapaca bojeri z čeledi smuteňovité. Další charakteristickou složkou stromového patra je rod Sarcolaena z endemické čeledi Sarcolaenaceae. V keřovém patru dominují hvězdnicovité, mořenovité a bobovité. Ze sukulentů zde rostou např. některé endemické druhy aloe a kalanchoe. V některých oblastech roste také význačná endemická palma Bismarckia nobilis a "palma poutníků", ravenala madagaskarská z čeledi strelíciovité.
Horské tvrdolisté lesy odlišného charakteru se nacházejí v nejvyšších polohách tohoto ekoregionu. Dominují v nich zástupci čeledí nohoplodovité, kunoniovité, vřesovcovité a pandánovité. Větve a kmeny jsou pokryté mechy, lišejníky a epifyty. Na ně pak v nejvyšších pohořích navazují horské erikoidní křoviny, představující samostatný ekoregion.

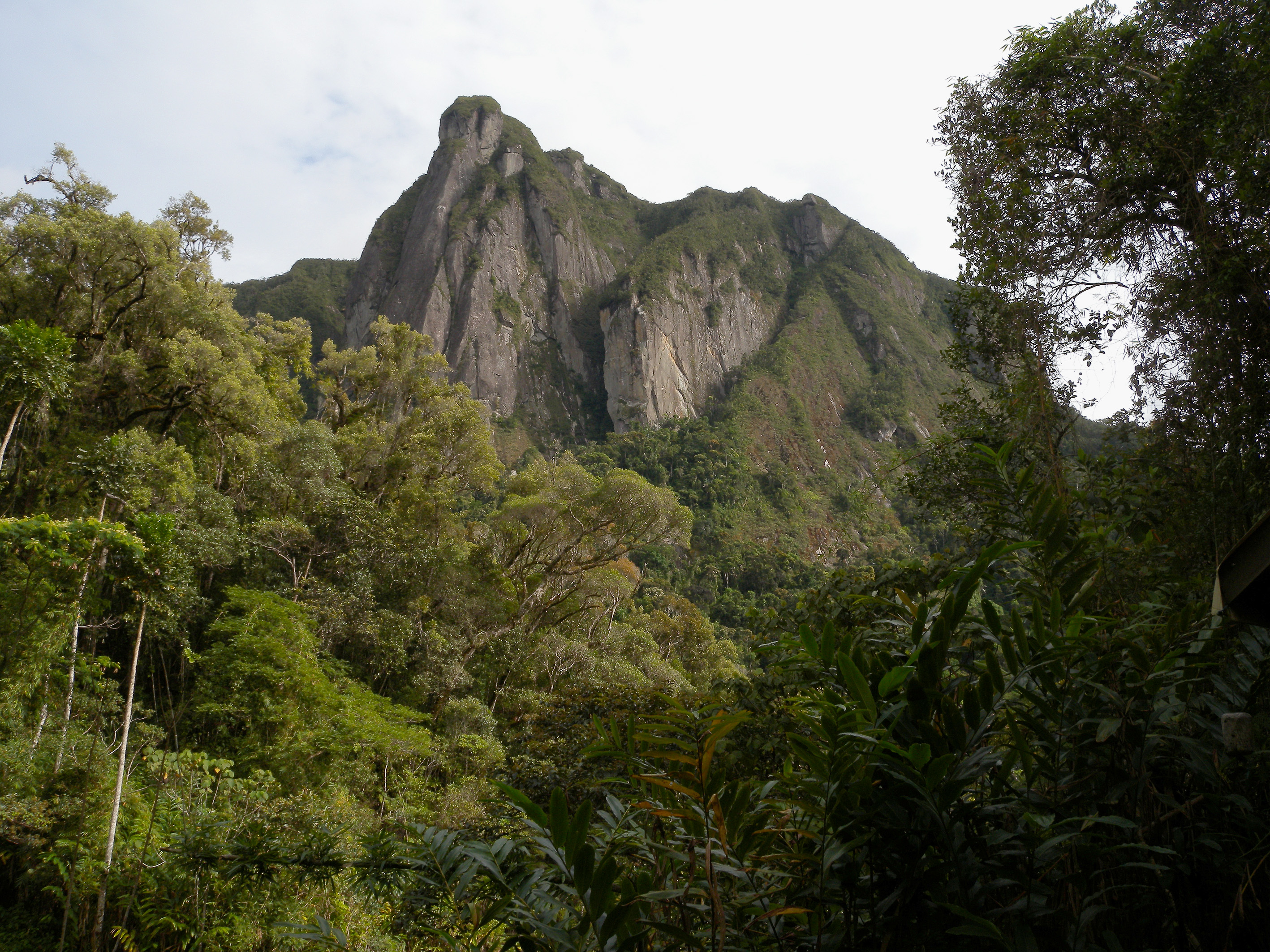
Krajina v národním parku Marojejy
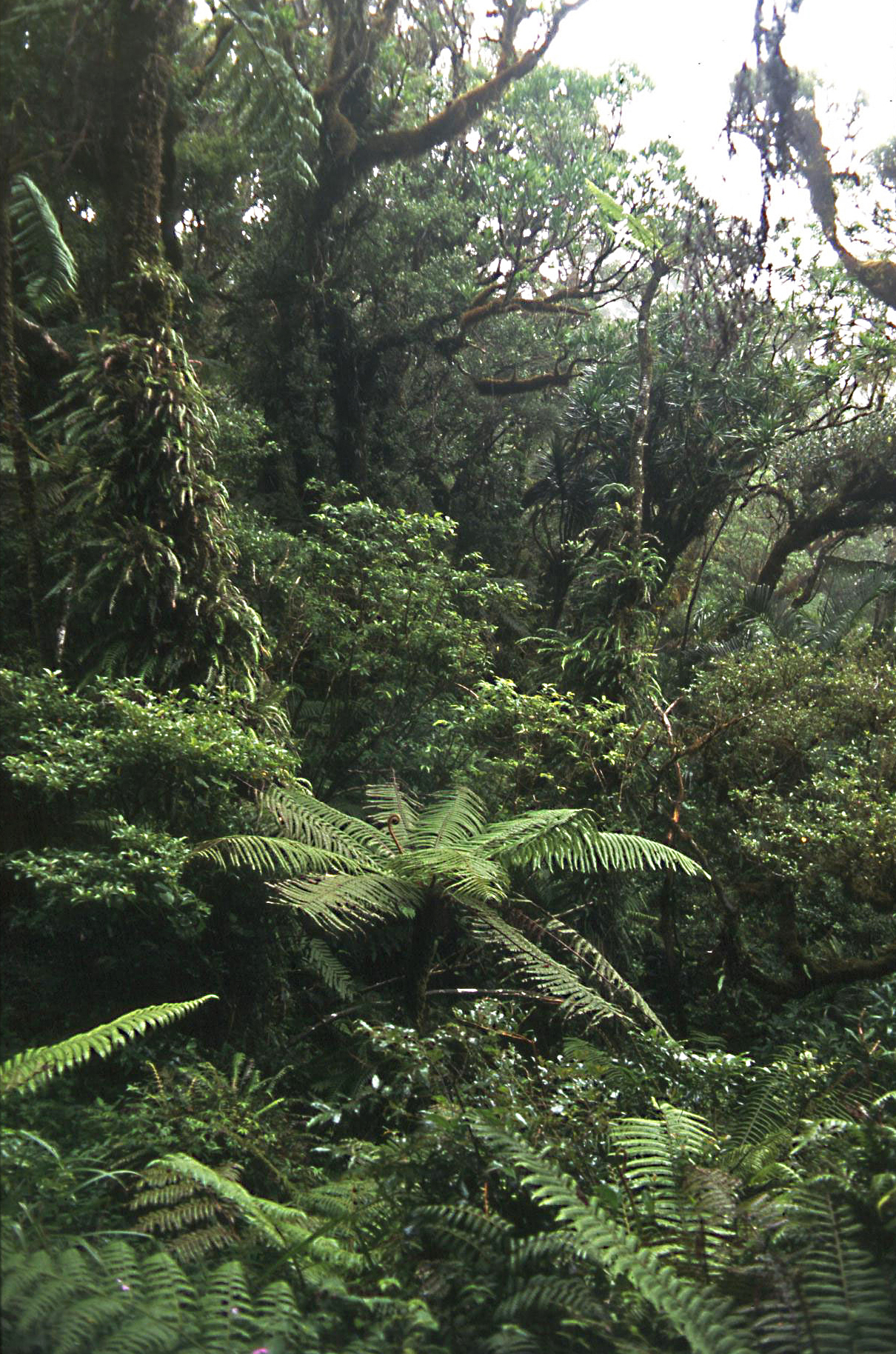
Horský les v národním parku Montagne d'Ambre
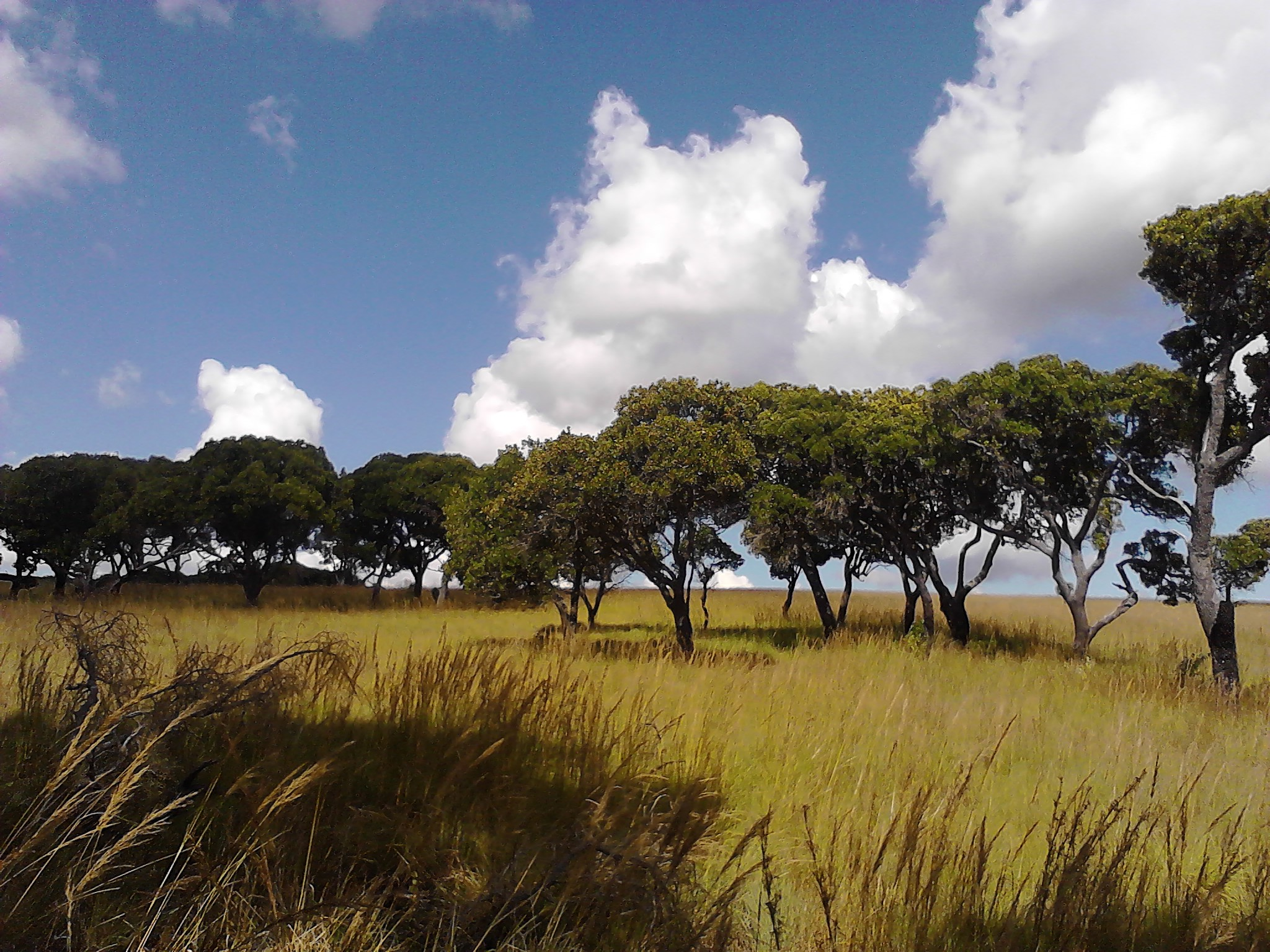
Tvrdolistý les zvaný Tapia forest
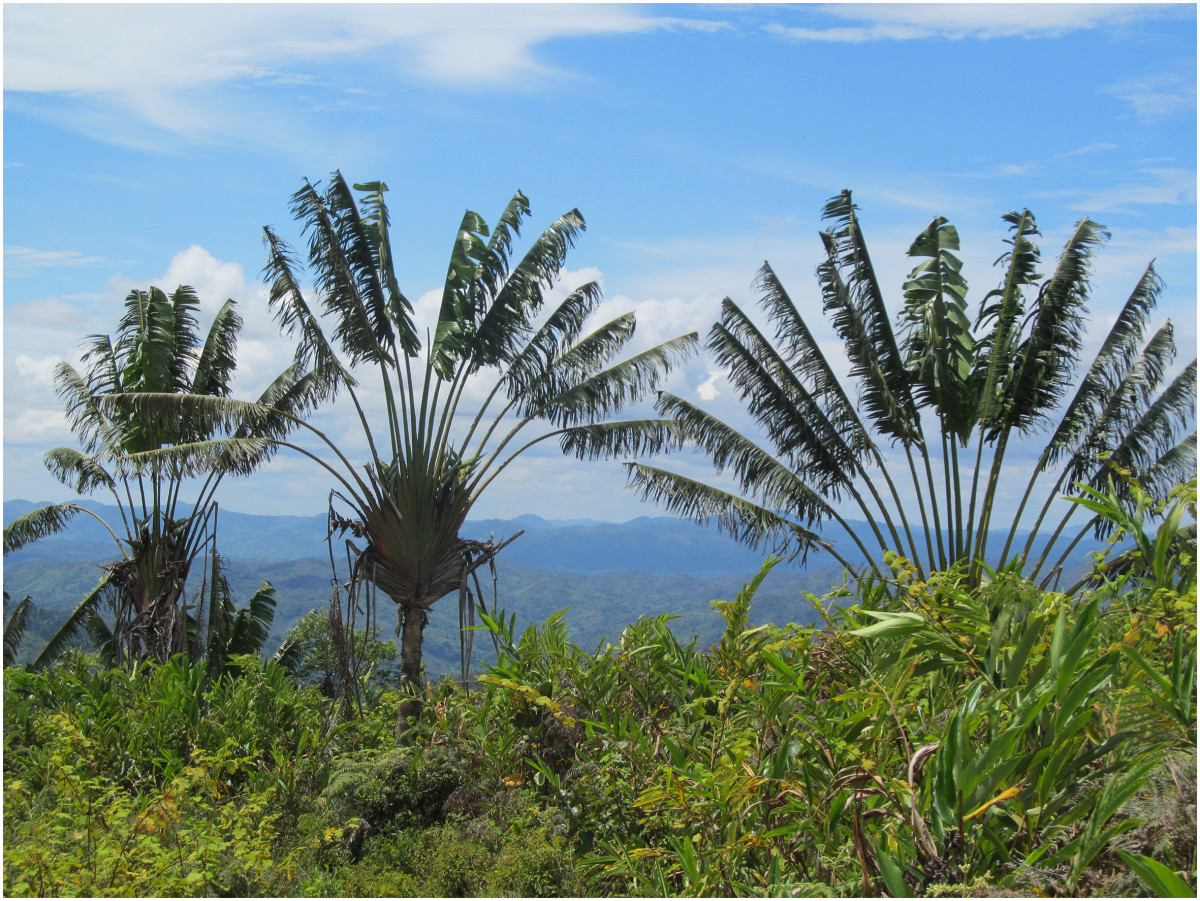
Ravenala madagaskarská v horách východního Madagaskaru

### Horské erikoidní křoviny

Schéma původního rozšíření horských erikoidních křovin na Madagaskaru

V nejvyšších polohách madagaskarských pohoří Tsaratanana, Marojejy, Ankaratra a Andringitra se nacházejí porosty drobnolistých, erikoidních keřů.
Navazují v nadmořských výškách asi 2000 až 2500 metrů na horské tvrdolisté lesy, které jsou řazeny k ekoregionu horské mezofilní lesy. Porosty erikoidních keřů zabírají plochu jen okolo 130000 hektarů a dosud jsou poměrně málo prozkoumané.
Klima se vyznačuje denním i sezónním kolísáním teplot. Maximální denní teploty dosahují 30 °C, minimální klesají i pod bod mrazu. Roční úhrn srážek přesahuje na východních svazích 2500 mm, ve srážkovém stínu západních svahů je nižší. Půdy jsou mělké a živinami chudé, podloží tvoří vyvřelé a metamorfované horniny. V keřovém patře dominují zástupci vřesovcovitých (vřesovce, brusnice, Agauria), hvězdnicovitých (smily, Psiadia, Stoebe) a mořenovitých, dále nohoplody a fyliky. Hojné jsou různé druhy mechů a lišejníků. Ve zrašelinělých terénních sníženinách rostou četné endemické druhy. Na skalních výchozech se nachází suchomilná vegetace, zastoupená zejména různými druhy kalanchoe, aloe a smilu.
Tento ekoregion je chráněn v národních parcích Marojejy a Andringitra a v přírodní rezervaci Tsaratanana. Je ohrožen zejména požáry vegetace, v některých oblastech i rozšiřováním horských pastvin.

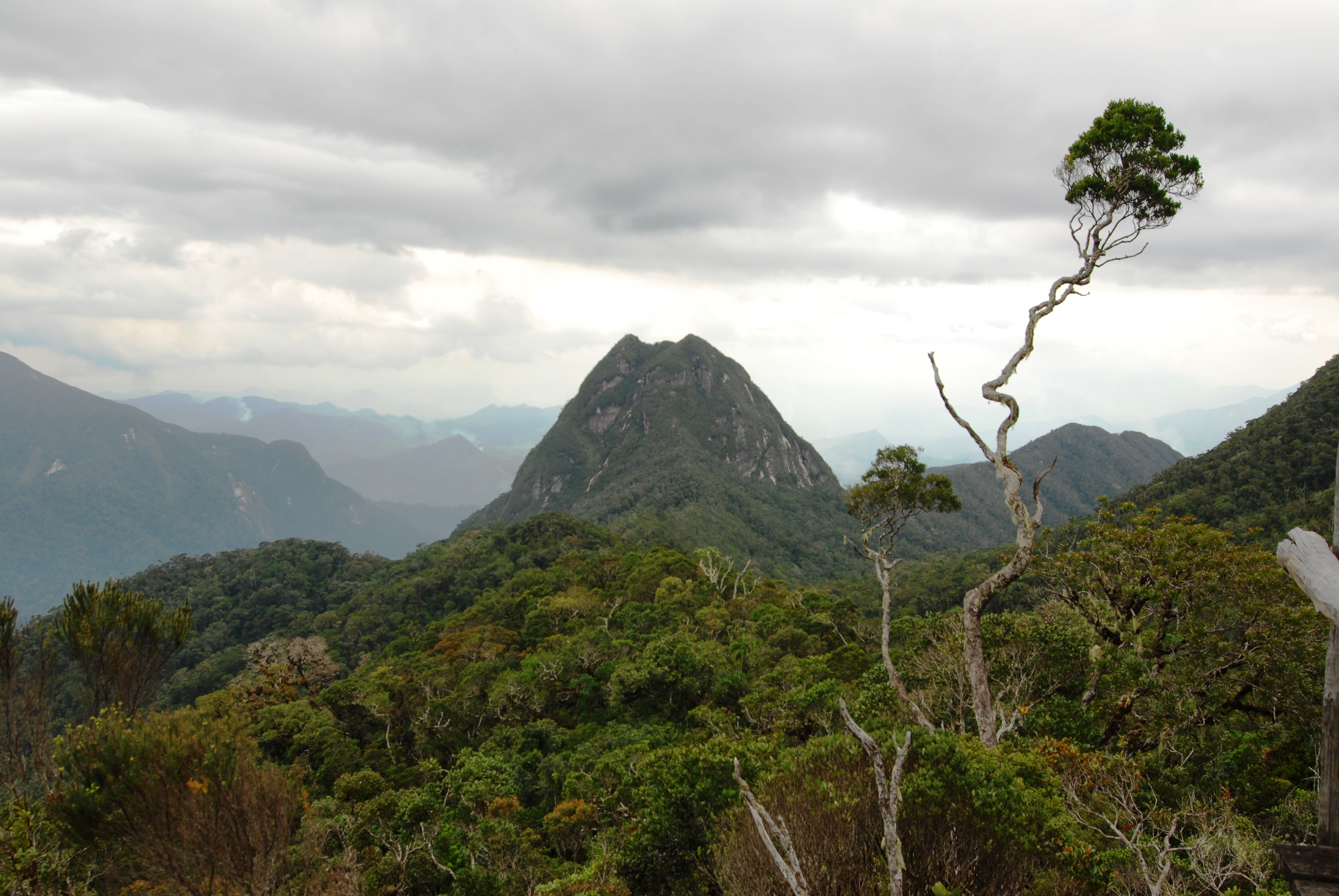
Erikoidní křoviny na vrcholech pohoří Marojejy

### Tropické vlhké lesy

Schéma původního rozšíření tropických vlhkých lesů na Madagaskaru

Vlhké lesy se na Madagaskaru nacházejí ve východní části ostrova na pobřežních planinách a horských svazích. Představují významné ohnisko endemismu a jsou řazeny mezi nejohroženější ekoregiony světa. Na severu přecházejí s nižší nadmořskou výškou do suchých opadavých lesů, na jihu v trnité suché lesy. Definice tohoto ekoregionu není zcela jednotná. V materiálech WWF jsou sem řazeny pouze nížinné a nižší horské lesy do nadmořských výšek okolo 800 metrů, kde na ně navazují horské mezofilní lesy. V jiných zdrojích (např. ) jsou sem přiřazeny i vlhčí horské lesy vyšších poloh východních svahů až po horské hřebeny v nadm. výškách okolo 1200 až 1600 metrů, které jsou v současném pojetí součástí zmíněných horských mezofilních lesů.
Klima je charakterizováno ročním úhrnem srážek nad 2000 mm (místy až 6000 mm). Období od května do září představuje sušší periodu. Období sucha nepřesahuje 2 měsíce. Vláha přichází z východního směru od moře, úroveň mraků je ve výškách od 900 do 1200 metrů. Ve vlhkém období se mezi listopadem a březnem někdy objevují cyklony. Geologický podklad je poměrně homogenní, tvořený magmatickými a metamorfovanými horninami. Při východním pobřeží se nacházejí i vulkanické horniny a nezpevněné písky.
Korunní patro nížinného deštného lesa dosahuje výšek okolo 30 metrů. Charakteristické dřeviny těchto lesů jsou např. tomely, obaleně, dalbergie, rod Symphonia z čeledi klusiovité a Tambourissa z čeledi Monimiaceae. Roztroušeně se vyskytují emergentní stromy, mezi něž náleží zejména albízie, kanárníky a Brochoneura acuminata z čeledi březulovité. Je zde poměrně vysoké zastoupení palem, pandánů, bambusovitých trav a stromovitých kapradin. V porovnání s tropickými deštnými lesy jiných částí světa jsou porosty poměrně nízké, s malým zastoupením robustních stromů, a vyskytuje se v nich jen málo velkolistých jednoděložných rostlin. V horských lesích středních poloh je korunní patro nižší, v rozmezí od 20 do 25 metrů. Druhy charakteristické i pro nížinný les se zde mísí s dřevinami význačnými pro lesy vyšších poloh, jako jsou šeflery nebo rod Weinmannia z čeledi kunoniovité. V keřovém a bylinném patře dominují zástupci hvězdnicovitých, mořenovitých a prvosenkovitých. Vyskytuje se zde také řada druhů pandánů, bambusovité trávy a epifyty. Zachovalé porosty jsou chráněny v národních parcích Mantadia, Marojejy, Ranomafana a Andohahela a v přírodních rezervacích Périnet Analamozaotra, Mananara Nord a
Anjanaharibe-Sud.

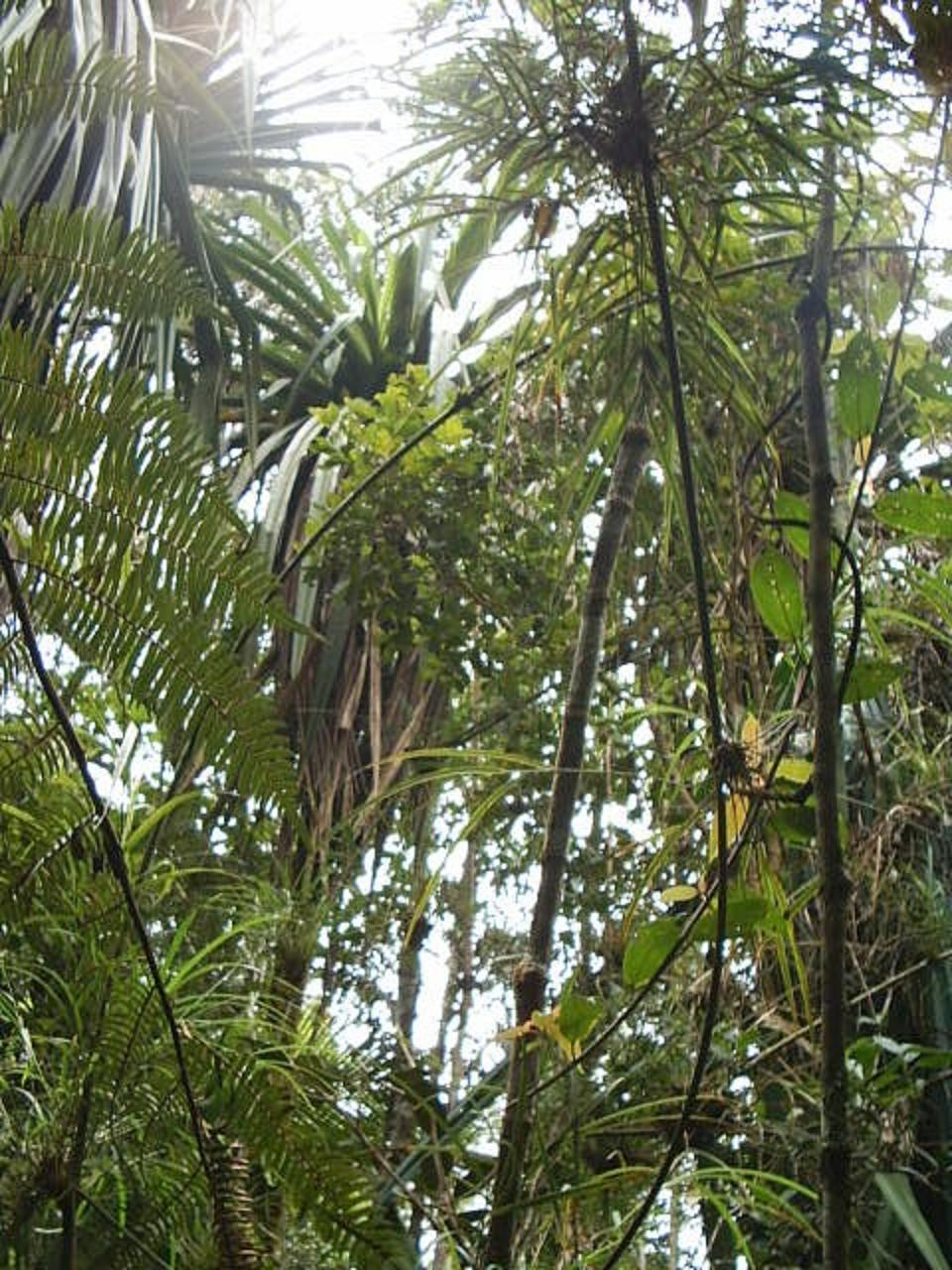
Tropický prales v oblasti Atsinanana
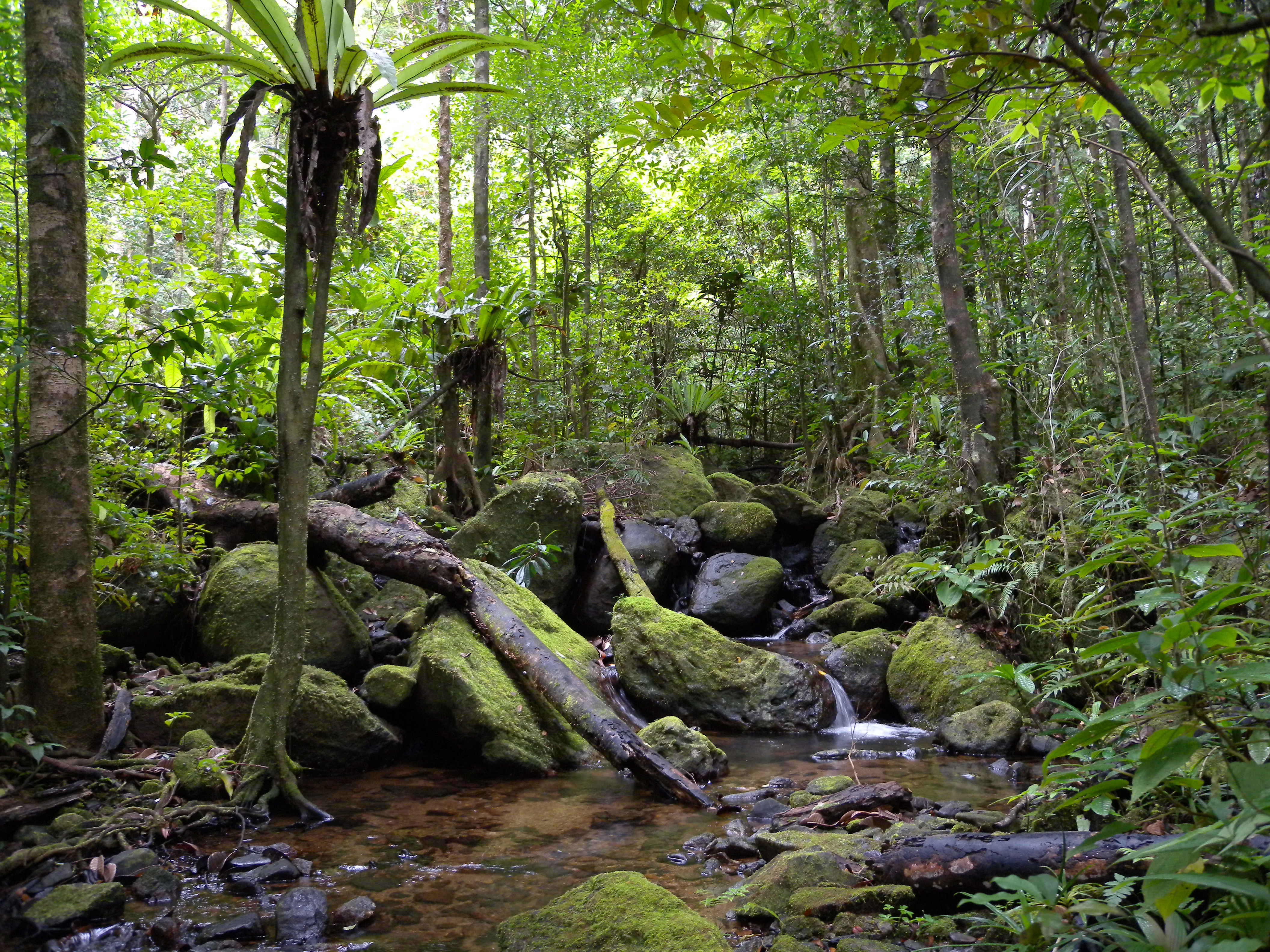
Nížinný deštný les v NP Masoala[p 2]
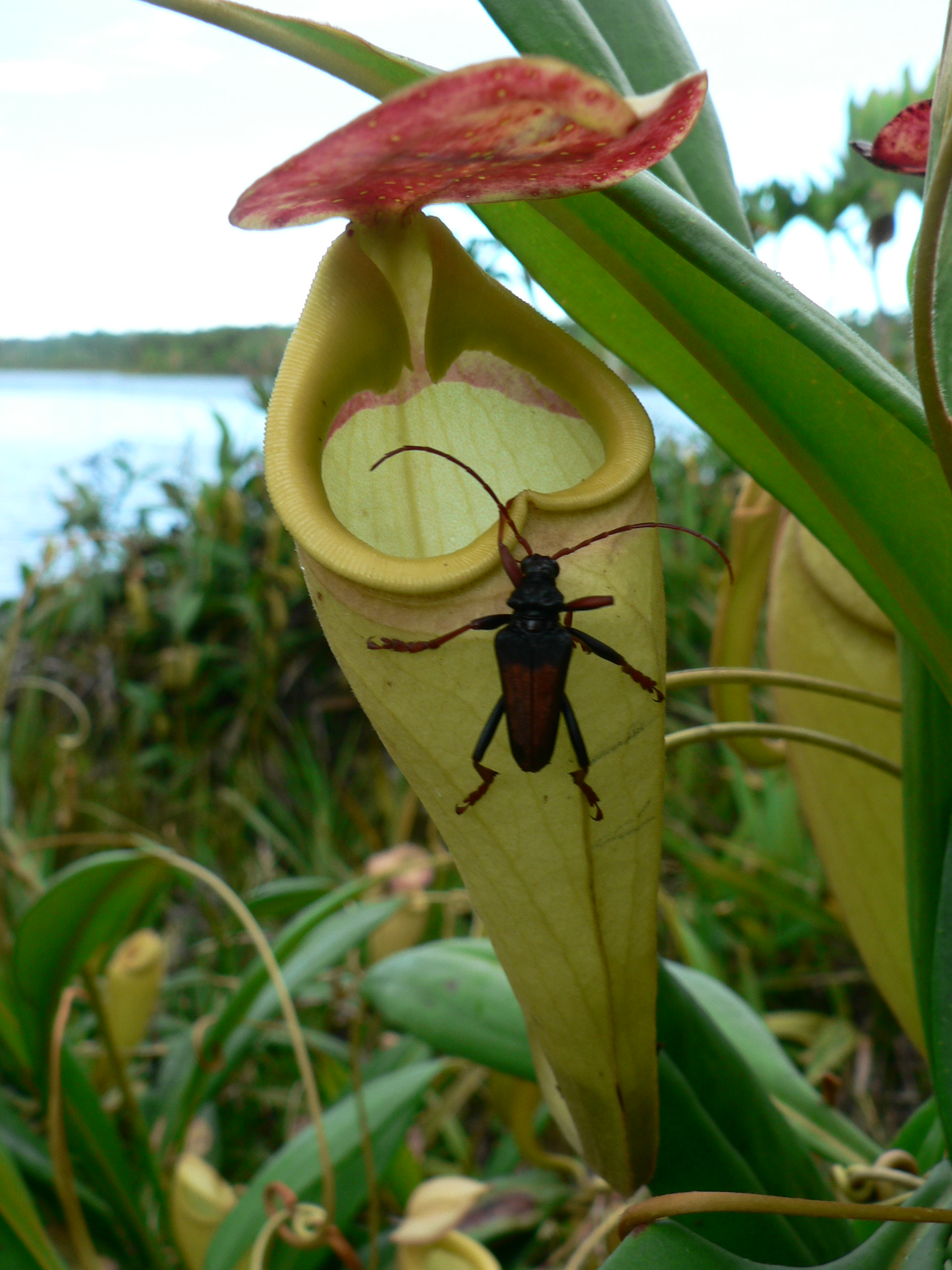
Láčkovka Nepenthes madagascariensis

### Sukulentní suché lesy

Schéma původního rozšíření sukulentních suchých lesů na Madagaskaru

Tento ekoregion představuje přechodový ekosystém mezi opadavými suchými lesy a trnitými suchými lesy. Nachází se v západní a jihozápadní části ostrova. Na východě přechází v nadm. výškách asi 600 až 800 metrů v horské mezofilní lesy. Klima je tropické, s výrazným suchým obdobím trvajícím od května do října. Roční srážky jsou v rozpětí od 575 do 1330 mm. Průměrná denní teplota je 25 až 31 °C. Půdy jsou převážně písčité, podél říčních toků úživnější. Geologické podloží tvoří ve vnitrozemí zejména třetihorní vápence a pískovce, na jihu také hlubinné vyvřeliny a metamorfity. Při pobřeží jsou nezpevněné písky.
Složení flóry i fauny se částečně překrývá s okolními ekosystémy. Oproti opadavým lesům je zde větší zastoupení xerofytických rostlin, přizpůsobených nedostatku vláhy. Řada druhů dřevin má ztlustlé kmeny. Často jsou po dlouhé období bez listů, případně je postrádají úplně a asimilují stonkem. Korunní patro může dosáhnout výšky až 15 metrů. Je tvořeno zejména dřevinami z čeledi pryšcovité a bobovité a několika druhy endemických pachypodií. Keřový podrost tvoří zejména zástupci čeledí mýdelníkovité, pryšcovité, ledvinovníkovité a březulovité. Význačné a nápadné jsou roztroušeně rostoucí endemické baobaby, baobab Grandidiérův a Adansonia za, které výrazně přečnívají okolní porost. Jsou zde zastoupeny i didiereovité, které v severnějším ekosystému opadavého lesa již chybějí. V současnosti jsou porosty z větší části odlesněny. Jejich fragmenty jsou chráněny v národním parku Kirindy-Mitea, Zombitse-Vohibasia a v přírodní rezervaci Andranomena.

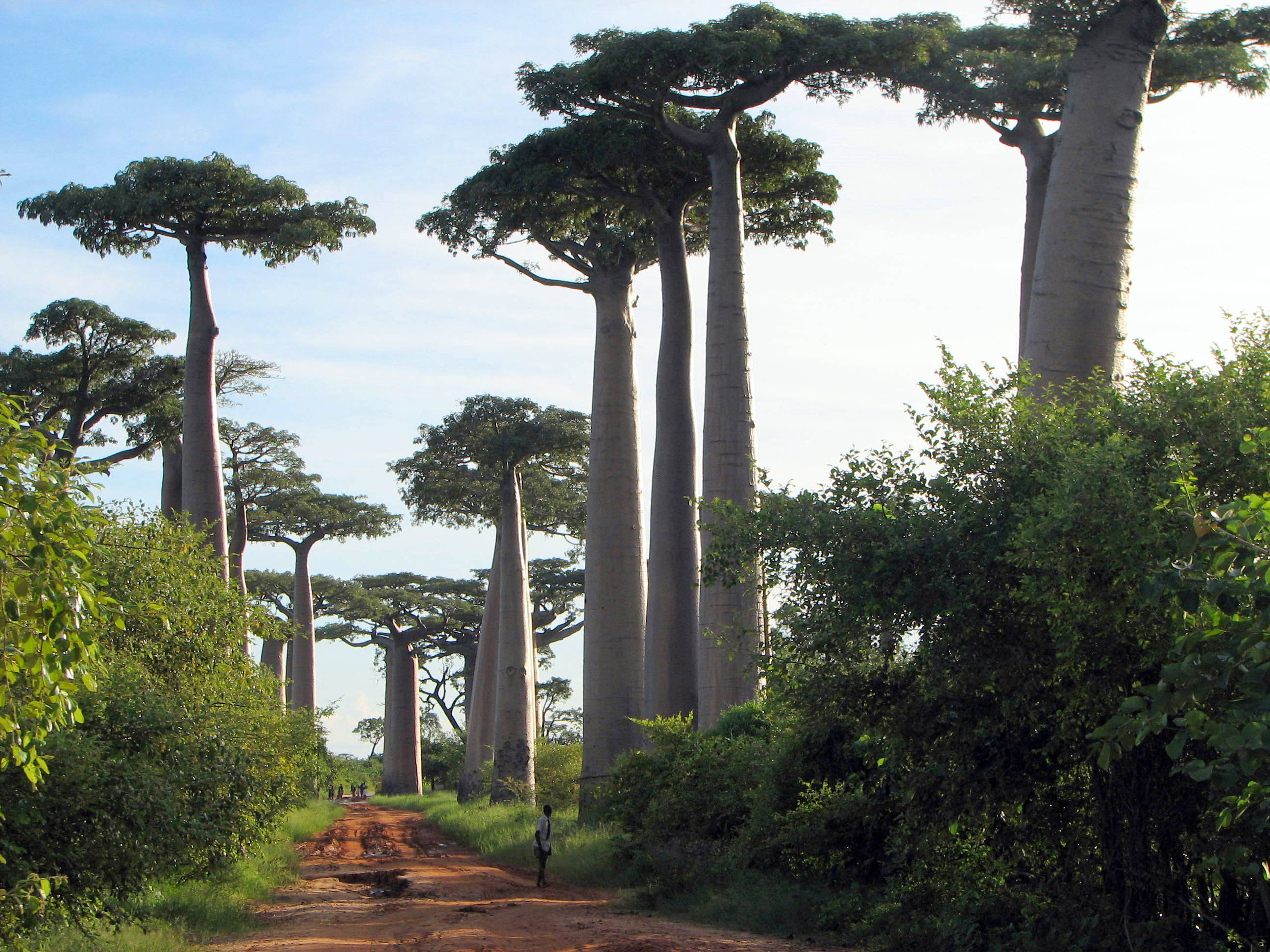
Sukulentní les s baobaby
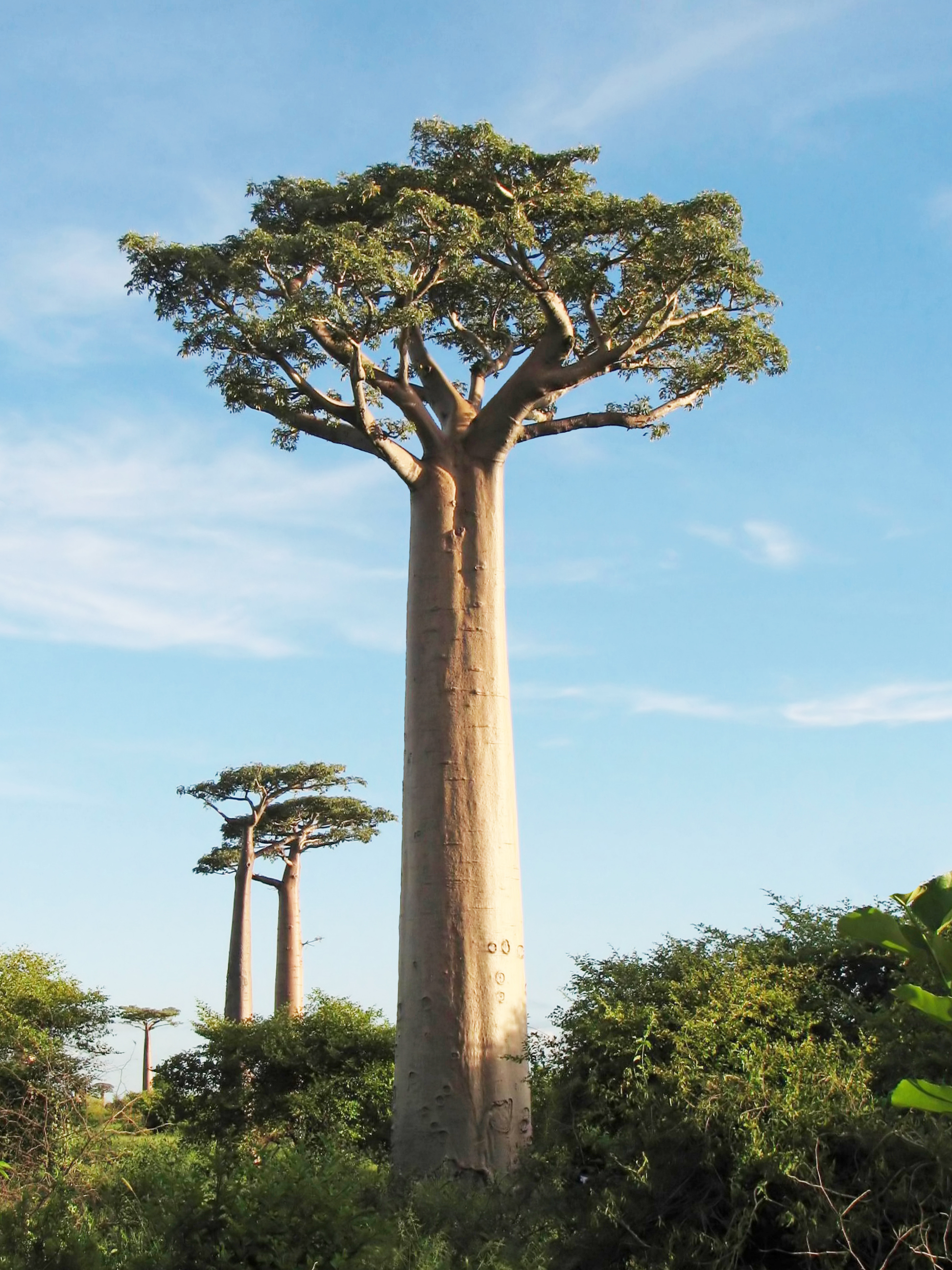
Baobab Grandidiérův

### Trnité suché lesy

Schéma původního rozšíření trnitých suchých lesů na Madagaskaru

V tomto ekoregionu je soustředěna nejvyšší míra endemismu v rámci celého ostrova. Celkem 48 rodů a 95 % všech druhů rostlin tohoto ekosystému jsou madagaskarské endemity. Ekoregion se nachází v oblasti výrazného srážkového stínu, který vytváří prostředí s extrémními podmínkami. Roční úhrn srážek je jen 350 až 500 mm. Vláhu z východního směru zadržují horské masívy centrální části ostrova a deště severozápadní části sem již nedosahují. Krajina je spíše plochá a nížinná. Podloží je převážně tvořeno červenými písky, v okolí jezera Tsimanampetsotsa se nachází vápencová plošina.
Keřová a stromová vegetace dorůstá výšky okolo 3 až 6 metrů. Dominují v ní zástupci čeledí březulovité, didiereovité, pryšcovité, ledvinovníkovité a bobovité. Ve východní části ekoregionu dominují druhy Alluaudia procera a Alluaudia ascendens, v severozápadní a západní zejména Didierea madagascariensis, baobab Adansonia rubrostipa, Pachypodium geayi a různé druhy rodu delonix. Někdy se v trnitém lese roztroušeně vyskytují emergentní stromy, výrazně převyšující okolní vegetaci. Náležejí mezi ně někteří zástupci čeledi didiereovité, myrhovníky, baobaby, někteří zástupci bobovitých (např. Tetrapterocarpon geayi) a pryšcovitých a Gyrocarpus americanus z čeledi stukačovité. Keřový podrost je tvořen zejména bobovitými a četnými liánami z čeledi toješťovité. V některých oblastech se nacházejí výchozy vápenců, na nichž roste specifická zakrslá vegetace, zahrnující mj. bizarně vyhlížející sukulentní dřeviny Euphorbia stenoclada a Moringa drouhardii. Osobitá nízká vegetace odlišné skladby se vyskytuje na pobřežních dunách. Galeriové lesy podél říčních toků připomínají svým charakterem a složením připomíná opadavé vysoké lesy západní části kontinentu.
Rostliny trnitého lesa jsou přizpůsobeny extrémnímu suchému prostředí. Dřevnatí zástupci mívají dlouhé kořeny, ztlustlé zásobní orgány a opadavé tuhé listy pokryté voskovitou vrstvou. Četné druhy mají trnité větve a kmeny na obranu proti zvířatům hledajícím vláhu. Listy jsou často velké a nahloučené na koncích stonků, aby se maximálně využilo sluneční záření a zároveň minimalizoval odpar. Některé zdejší druhy pryšců jsou zcela bezlisté a asimilují prostřednictvím zelených stonků.
Většina původních porostů byla vymýcena a nahrazena savanou nebo stromovou savanou. Fragmenty se dochovaly zejména v severozápadní a jihovýchodní části ekoregionu. Jsou chráněny v národních parcích Mikea a Tsimanampetsotsa a přírodních rezervacích Beza-Mahafaly, Cap Sainte Marie a Berenty.

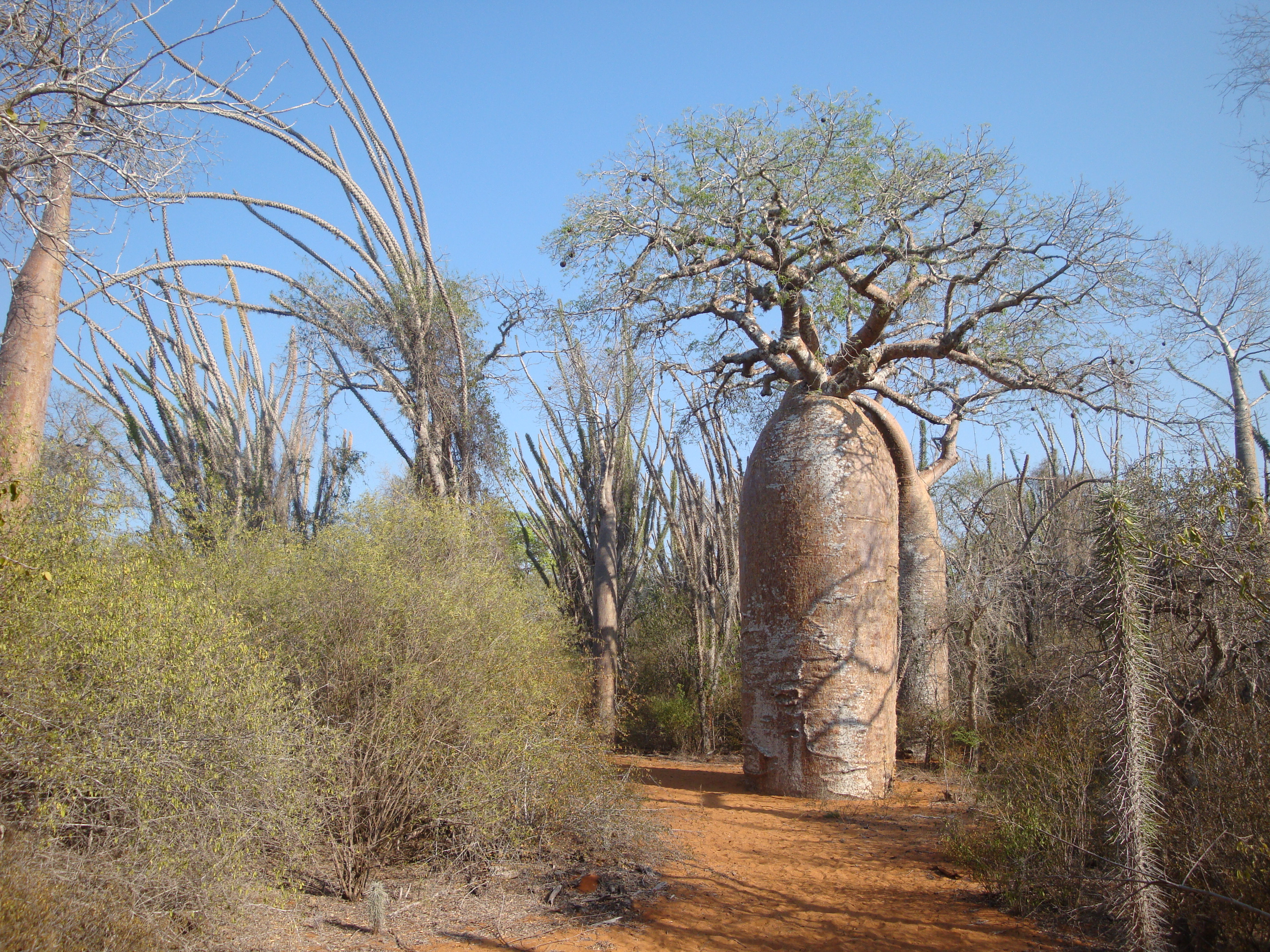
Trnitý les v Ifaty s baobabem Adansonia rubrostipa
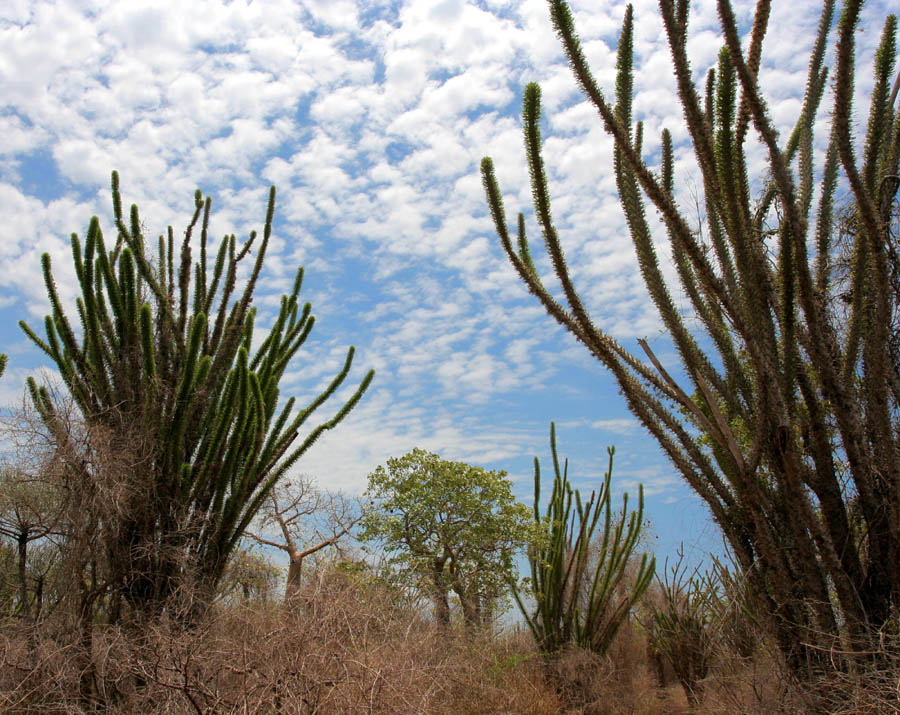
Alluaudia procera v trnitém lese
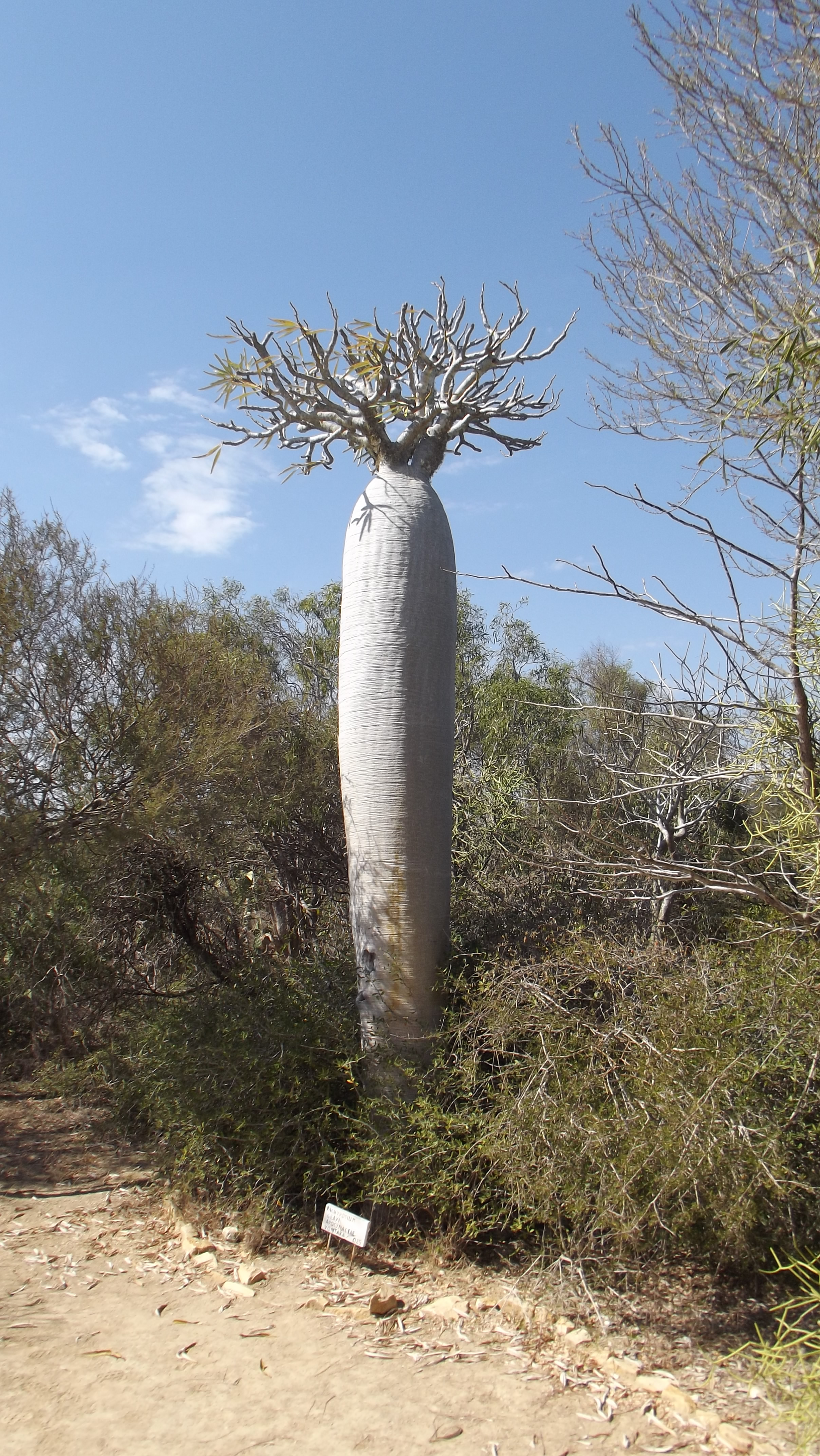
Pachypodium geayi
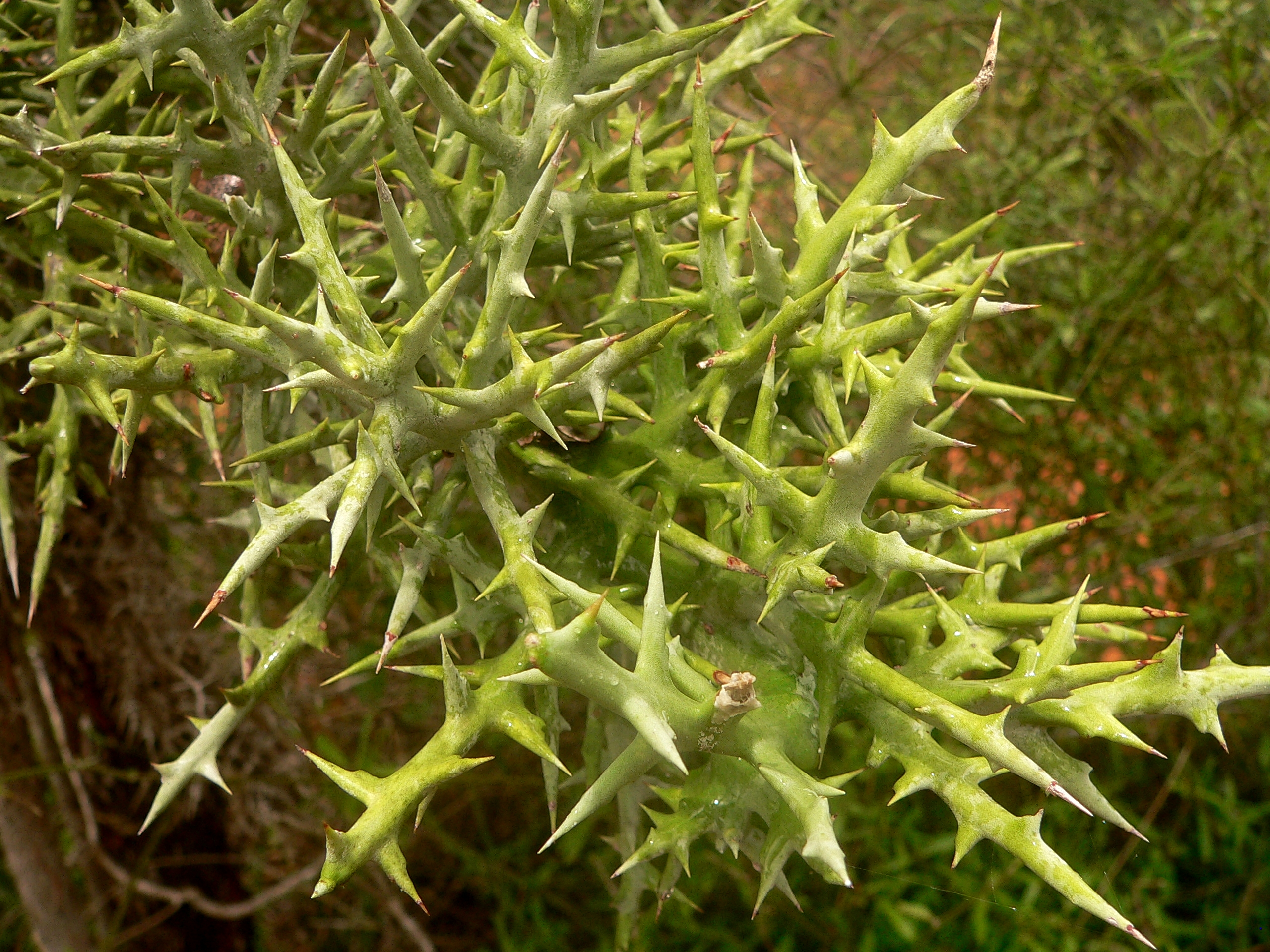
Pryšec Euphorbia stenoclada

### Mangrovy

Schéma původního rozšíření mangrovů na Madagaskaru

Mangrovové porosty se na Madagaskaru nacházejí na západním pobřeží, a to zejména v jeho severní části. Jsou zde soustředěny celkem do 29 oblastí, největší porosty jsou v oblastech Mahajamba, Bombetoka, jižní Mahavavy, Besalampy, a Soalala. V současnosti se nacházejí na ploše asi 3200 km2. Nacházejí zde vhodné podmínky pro rozvoj: četné říční toky přinášející sladkou vodu a bahno, nízké pobřeží a vysoké přílivové pásmo. Nezřídka se vyskytují ve spojení s korálovými útesy, které je chrání před silným vlnobitím. Mangrovy na oplátku zachycují sedimenty přicházející z vnitrozemí, které život na korálových útesech ohrožují. V jižní části západního pobřeží jsou podstatně méně zastoupeny. Jejich rozvoji zde brání sezónní klima se suchým obdobím, nedostatek bahnitých sedimentů a silný příboj. Na východním pobřeží se až na roztroušené drobné lokality nevyskytují.
Složení madagaskarských mangrovů je poměrně chudé a svým charakterem se podobají africkým mangrovům. Vyskytuje se v nich celkem 9 druhů dřevin, většina porostů je však tvořena pouze 6 běžnějšími druhy. Jsou to zástupci čeledí kořenovníkovité (kořenovník Rhizophora mucronata, brugiera Bruguiera gymnorrhiza, Ceriops tagal), paznehtníkovité (kolíkovník Avicennia marina), myrtovité (kuželovník Sonneratia alba) a uzlencovité (Lumnitzera racemosa). Primárními kolonizátory exponovanými směrem k moři jsou kuželovníky a kolíkovníky, ostatní druhy rostou až za nimi nebo podél vodních přítoků.
Mangrovové porosty jsou součástí mořské biosférické rezervace Mananara.

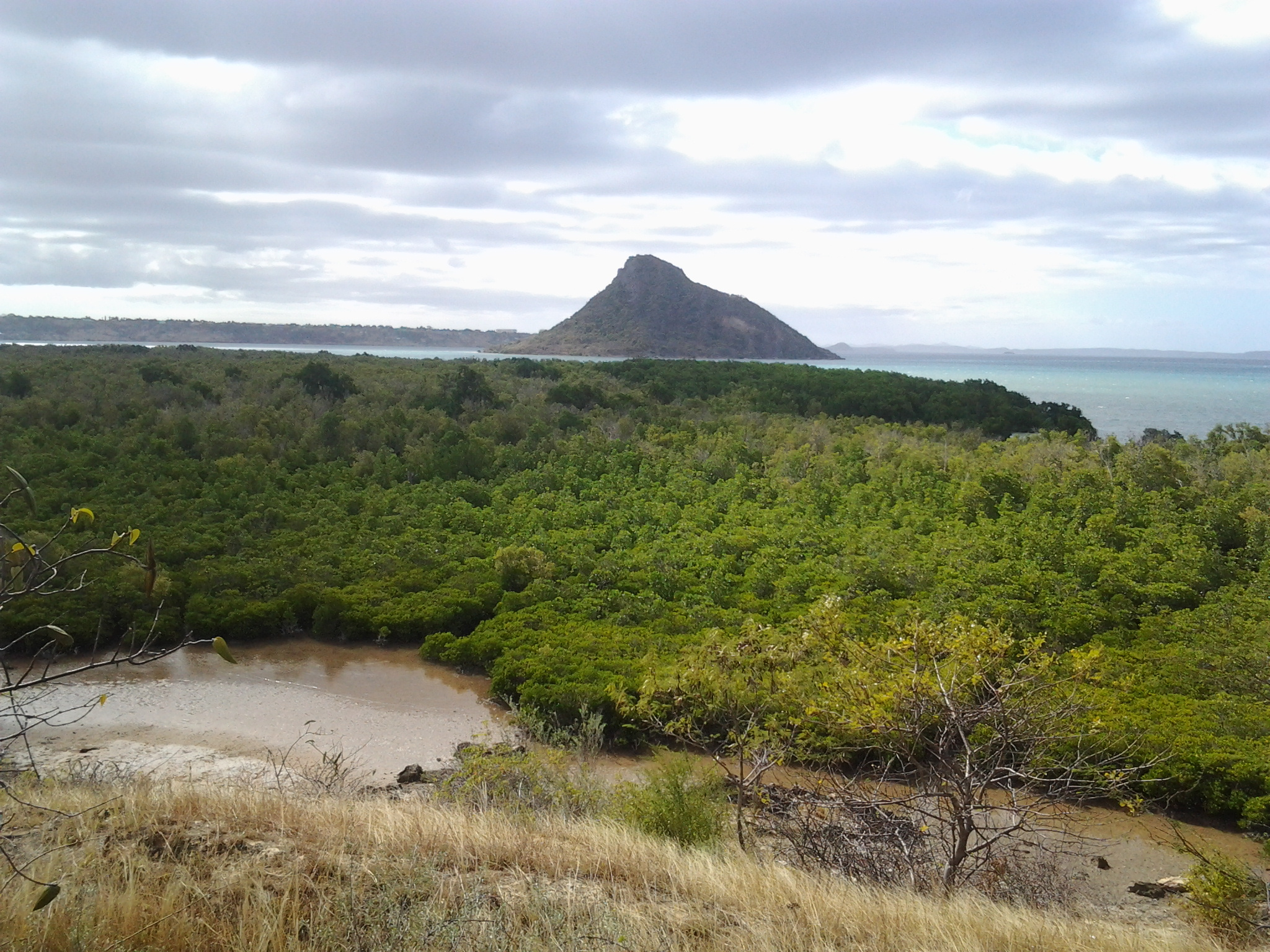
Mangrovový porost v Antsiranana
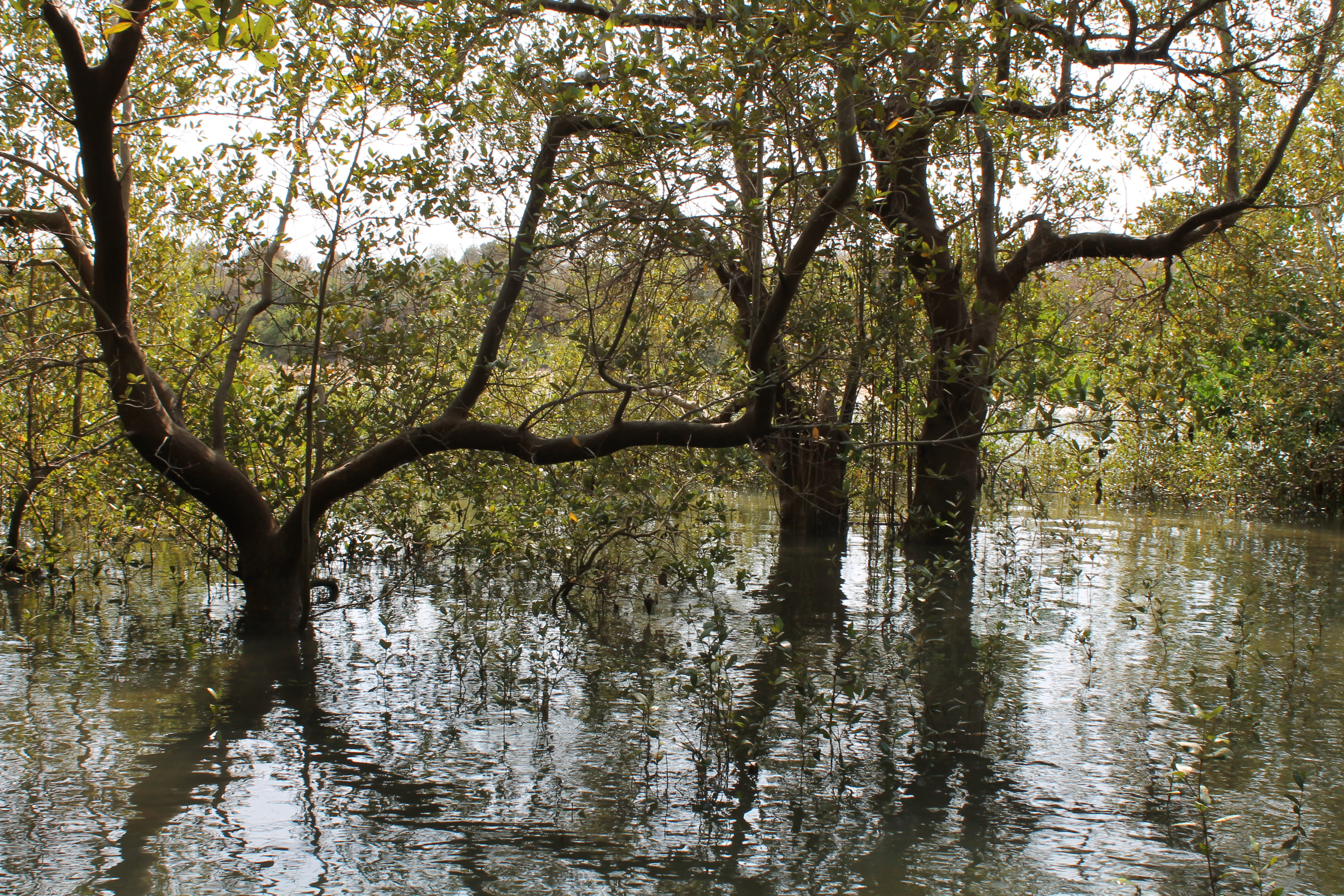
Mangrove poblíž Ifaty